# Pecetto di Valenza
Pecetto di Valenza é uma comuna italiana da região do Piemonte, província de Alexandria, com cerca de 1.312 habitantes. Estende-se por uma área de 11 km², tendo uma densidade populacional de 119 hab/km². Faz fronteira com Alessandria, Bassignana, Montecastello, Pietra Marazzi, Valenza.

## Demografia
| Variação demográfica do município entre 1861 e 2011                               |
|                                                                                   |
| Fonte: Istituto Nazionale di Statistica (ISTAT) - Elaboração gráfica da Wikipedia |